# スター・ウォーズ 新たなる夜明け
『スター・ウォーズ 新たなる夜明け』（Star Wars: A New Dawn）は、2014年9月に出版された、ジョン・ジャクソン・ミラーによる『スター・ウォーズ』の小説である。テレビアニメ『スター・ウォーズ 反乱者たち』の前日譚であり、ケイナン・ジャラスとヘラ・シンドゥーラが登場する。『新たなる夜明け』は2014年4月にルーカスフィルムが『スター・ウォーズ』のコンティニュイティを再定義して以来初めて出版された小説である。

## 内容
『スター・ウォーズ エピソード3/シスの復讐』の10年後から『スター・ウォーズ 反乱者たち』の5年前の間の出来事が描かれる『新たなる夜明け』はテレビシリーズのキャラクターであるケイナン・ジャラスとヘラ・シンドゥーラが紹介される。

## 出版史
2012年にルーカスフィルムがウォルト・ディズニー・カンパニーに買収されたことを受け、1977年の映画『スター・ウォーズ』以降に制作された多くの小説とコミックは『スター・ウォーズ・レジェンズ』とリブランドされてノン・カノン（非正史）扱いとなることが2014年4月に発表された。その後、『新たなる夜明け』は2014年から2015年にかけて発売される4つのカノン（正史）小説のうちの1冊目となることが発表された。